# 李玉 (菌物学家)
李玉（1944年1月30日—），男，汉族，山东济南人，中国菌物学家，吉林农业大学教授，曾任国际药用菌学会理事长，吉林农业大学校长。

## 生平
1967年毕业于山东农学院，此后长期在白城地区从事农业科研工作。文化大革命结束后，1978年，中断十年的高考和研究生招生制度得以恢复，李玉成为吉林农业大学与中国科学院联合招收的第一批硕士研究生，师从著名菌物学家周宗璜。1981年获吉林农业大学硕士。1981年冬，他毕业后留校担任教师，陆续担任农学系副主任、教育处副处长、副教务长、副校长。此外他还在陕西省太白山区平安寺附近发现新粘菌物种，并命名为无节筛菌，成果发表于《真菌学报》。之后他不断考察吉林长白山、辽宁千山、河南伏牛山、山东崂山、云南西双版纳等地，先后发现胀丝团毛菌等十几种粘菌。1992年8月，他当选为吉林农业大学校长。2000年获日本筑波大学博士学位。

## 科研
1970年代以来，李玉率领团队深入中国所有省区开展菌物资源调查，获1.2万份标本与菌株。其中仅黏菌就报道了400余种，占世界已知种的2/3，发表新种38个（此前尚无中国人命名的新种），之后他出版了《中国真菌志——黏菌卷》。在中国率先对黏菌纲所有目中的重要科、属、种进行了超微结构、个体发育，从本质上探讨48了分类单元间的亲缘关系及主要类群间和其他生物间的系统学关系，这些贡献促使中国黏菌的研究居世界前列。
针对中国北方食用菌品种混杂、良种缺乏、技术落后、传统栽培模式粗放、产业化程度低的状况，他率领团队开展了符合北方生产环境的黑木耳、榆黄蘑、元蘑、滑子蘑、香菇等心中的系统研发，并创建了从种质评价→品种选育→良种繁育→产前、产中、产后关键技术→标准栽培模式→产业化等食用菌工程技术体系。其中黑木耳品种数占国审品种的1/5，蕈谷二号、蕈谷八号为国审品种中唯一的元蘑和鸡腿菇品种。随着产业化推进，他提出“南菇北移”、“东木西草”、“建设百公里食药用菌长廊”等建议，开始在敦化建立香菇生产基地，在汪清建立黑木耳生产基地，并举办了中国首届黑木耳节；在蛟河建立黑木耳及灵芝生产基地。

## 奖项和荣誉
2009年，当选为中国工程院农业学部院士，是中国第一位“蘑菇院士”。2020年，荣获全国“最美科技工作者”称号。因其在脱贫攻坚战中的杰出贡献与付出，在2021年2月25日全国脱贫攻坚总结表彰大会上，他被授予“全国脱贫攻坚楷模”。中共中央总书记、国家主席、中央军委主席习近平为他颁奖。